# Бейла (префектура)
Префектура Бейла (на френски: Préfecture de Beyla) е префектура в регион Нзерекоре, Гвинея. Административен център на префектурата е Бейла. Населението на префектурата през 2014 година е 325 482 души, а площ е 13 612 km².

## Административно деление
Префектурата има 14 общини (субпрефектури):
- Бейла-Сантр (на френски: Beyla Centre)
- Була (на френски: Boola)
- Диарагуерела (на френски: Diaraguéréla)
- Диасаду (на френски: Diassadou)
- Фуала (на френски: Fouala)
- Гбакеду (на френски: Gbackédou)
- Гбесоба (на френски: Gbéssoba)
- Карала (на френски: Karala)
- Куманду (на френски: Koumandou)
- Мусаду (на френски: Mousadou)
- Нионсомориду (на френски: Nionsomoridou)
- Самана (на френски: Samana)
- Синко (на френски: Sinko)
- Сокурала (на френски: Sokourala)